# Luca Hänni
Luca Hänni (Berna, Suiza, 8 de octubre de 1994) es un cantante, compositor y modelo suizo. Es conocido por haber ganado la novena edición de Deutschland sucht den Superstar, versión alemana del concurso musical Pop Idol, en 2012. El 7 de marzo de 2019 se anunció que fue elegido para representar a Suiza en el Festival de la Canción de Eurovisión 2019 en Tel Aviv con la canción She Got Me.
Luca Hänni nació en Berna, Suiza. Luca tiene padres Austriacos y ascendencia Alemana, Ya en el jardín de infancia empezó a recibir clases para empezar a usar la batería. A los 9 años, comenzó a estudiar guitarra y piano. Tras terminar el colegio, comenzó a trabajar como albañil, hasta que en 2012 lo abandonó para dedicarse a su carrera como músico.[cita requerida]
Desde 2020 tiene una relación con su compañera de baile de Let's Dance, Christina Luft. En agosto de 2023, la pareja se casó. En junio de 2024 se convirtieron en padres de una hija.

## Alemania busca la estrella de 2012
En 2012, Hänni participó en la novena temporada del talent show musical '‘Deutschland sucht den Superstar'’. El 28 de abril, alcanzó la final del concurso, donde se enfrentó a Daniele Negroni. Finalmente, ganó con el 52,85% de los votos de la audiencia. Entre los ganadores recientes del DSDS, Hänni es el único menor de edad, además del primero no alemán. Como premio, recibió 500.000 Euros y un contrato musical con Universal Music. Además, recibió un coche y el curso para obtener el permiso de conducción, al igual que el finalista.

## Primeros logros musicales

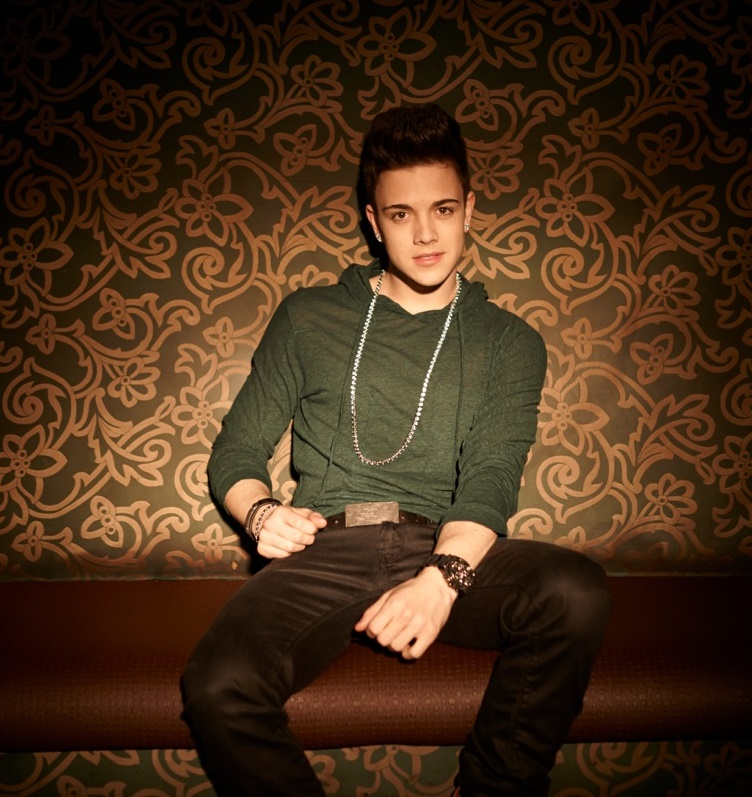
Living the Dream 2013

Su primer sencillo fue llamado Don't Think about Me, el cual fue compuesto por Dieter Bohlen, y fue publicado el 2 de mayo de 2012. Después de cuatro días, el sencillo alcanzó el estatus de sencillo de oro y fue número uno en las listas de éxitos de Alemania, Austria y Suiza. Así, Hänni fue el primer suizo que llegó a ser número uno de las listas alemanas tras 52 años.
Su álbum debut My Name Is Luca fue lanzado el 18 de mayo de 2012 y se situó en el número uno en Austria y Suiza y en el número dos en Alemania. El álbum fue disco de oro en estos dos primeros países. El 4 de mayo de 2012, se publicó su primer vídeo musical, el de la canción Don't Think about Me, que fue grabado en la isla de Rømø (Dinamarca) el 30 de abril del mismo año y dirigido por Nikolaj Georgiew. Tras la publicación del vídeo, consiguió un nuevo récord en el portal de vídeos Clipfish con más de 600.000 visualizaciones en el día de su estreno.
Su segundo sencillo, I will die for you fue publicado el 24 de agosto de 2012. La grabación de su videoclip fue dirigida por Oliver Sommer (AVA Studios) y llevada a cabo en Barcelona un mes antes. El Maxi-CD incluido adicionalmente a la versión original de Dieter Bohlen y la nueva canción Oh No No, dos remixes del DJ y productor musical suizo Mike Candys.
Acerca del remix de Mike Candys, fue publicado un videoclip en ClipFish el 23 de agosto de 2012. El sencillo alcanzó la 54.ª posición en las listas alemanas, la 46ª en las austríacas y la 37ª en las suizas. Su primera gira, Luca Hänni & Band - Live on Tour, empezó en Hoyerswerda el 1 de octubre de 2012. Incluyó 32 conciertos en Alemania, Austria y Suiza, y finalizó en Dresde el 20 de noviembre. Debido a la alta demanda en Suiza, se organizaron nuevos conciertos en Zúrich, Uetendorf y Amriswil. Hänni dio tres conciertos en Zúrich y dos en Uetendorf.
En marzo de 2013, Hänni recibió un premio Swiss Music Awards. En el mismo mes, fue nominado para el premio musical alemán Echo en la categoría de nuevos músicos internacionales. Hänni también recibió una nominación en los Kids' Choice Awards en la categoría de estrella favorita: Alemania, Austria, y Suiza. Finalmente, ganó este premio y lo recibió en la ceremonia celebrada en Los Ángeles el 23 de marzo de 2013.

## Otros trabajos
En junio de 2012, la empresa comercial suiza Migros fichó a Luca Hänni para su marca de ropa interior Nick Tyler. En este contexto, la compañía publicó una serie de ropa interior masculina con el nombre Nick Tyler by Luca, para la que Hänni trabajó como modelo. Además, había una colección femenina llamada Edición favorita de Luca. La cooperación con Migros también implicó un compromiso de apoyo a los niños, como por ejemplo durante la final del Grand Prix Migros El 4 de abril de 2014 en Arosa.
El 24 de agosto de 2012, Hänni abrió las audiciones de la décima edición de Deutschland sucht den Superstar en su ciudad de nacimiento (Berna). En diciembre de 2012, presentó el programa BRAVO The Hits 2012 - The Show de RTL II. En el 11º Campeonato Mundial de Wok de 2013 en Oberhof, Hänni fue uno de los conductores y finalizó en sexta posición con un equipo formado por cuatro hombres suizos. Su último proyecto fue con el DJ suizo Christopher S en 2014. El proyecto tuvo muchas apariciones en clubes, además de las giras por Alemania, Austria y Suiza.
El álbum Dance Until We Die, que fue lanzado en abril, alcanzó la sexta posición en las listas de éxitos suizas. Una versión a piano de la canción I can't get no sleep fue lanzada alrededor del mundo a principios de septiembre de 2014. En cooperación con el DKMS (Centro Alemán de Donación de Médula Ósea), el cual apoya, Hänni escribió y publicó la canción Only One You en noviembre de 2014 cuyos ingresos fueron donados al DKMS. Ese mismo mes, realizó una canción de Navidad junto a otros cantantes suizos para Migros.
La canción Ensemble es un proyecto de caridad en apoyo a las personas necesitadas de Suiza. El 21 de noviembre de 2014, el sencillo fue lanzado y fue sencillo de platino. Entre noviembre y diciembre del mismo año, Luca participó en el programa nocturno suizo Battle of the orchestra, donde apoyó a la formación de Lucerna BML Talents, que ganó el título.
Entre mediados de enero y el mes de febrero de 2015, Luca estuvo en Los Ángeles. En el estudio 17 Hertz al norte de Hollywood, produjo su cuarto álbum de estudio. El músico y productor suizo Fabian Egger produjo este álbum en Los Ángeles. Hänni tuvo el apoyo de grandes músicos como Andre Merritt (compositor de cantantes como Chris Brown, Rihanna y Justin Bieber) o James Fauntleroy (coproductor de la canción de Justin Timberlake Pusher Love Girl).

## Eurovisión 2019

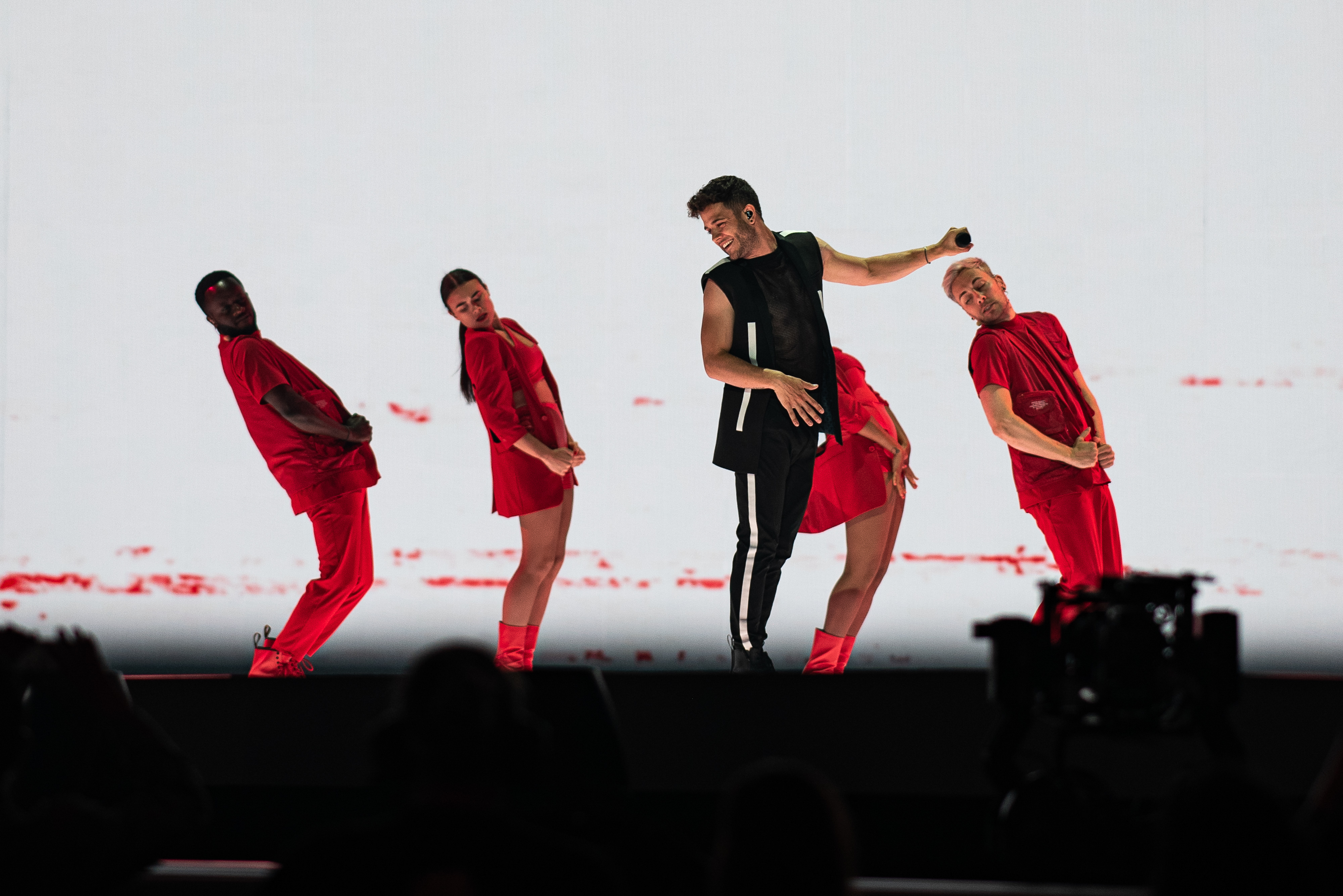
Hanni durante su actuación en el cretamen de Eurovisión

El 7 de marzo de 2019 se publicó que Hänni representaría a Suiza en el Festival de la Canción de Eurovisión 2019 en Tel Aviv con la canción She got me. El artista participó en la primera mitad de la segunda semifinal y, finalmente, actuó en la final del certamen, acabando en una 4ª posición.

## Discografía

### Álbumes de estudio
| Título                                 | Detalles del álbum                                                                                       | Posiciones en las listas de éxitos | Posiciones en las listas de éxitos | Posiciones en las listas de éxitos | Certificaciones       |
| Título                                 | Detalles del álbum                                                                                       | SWI                                | AUT                                | GER                                | Certificaciones       |
| -------------------------------------- | --- | ---------------------------------- | ---------------------------------- | ---------------------------------- | --------------------- |
| My Name Is Luca                        | - Lanzamiento: 18 de mayo de 2012 - Discográfica: Universal - Formatos: CD, descarga digital             | 1                                  | 1                                  | 2                                  | - SWI: Oro - AUT: Oro |
| Living the Dream                       | - Lanzamiento: 19 de abril de 2013 - Discográfica: Universal - Formatos: CD, descarga digital            | 1                                  | 8                                  | 17                                 |                       |
| Dance Until We Die (Con Christopher S) | - Lanzamiento: 11 de abril de 2014 - Discográfica: Future Soundz - Formatos: CD, descarga digital        | 6                                  | 38                                 | 51                                 |                       |
| When We Wake Up                        | - Lanzamiento: 18 de septiembre de 2015 - Discográfica: Muve Recordings - Formatos: CD, descarga digital | 6                                  | 47                                 | 81                                 |                       |
| 110 Karat                              | - Lanzamiento: 9 de octubre de 2020 - Discográfica: Muve Recordings - Formatos: CD, descarga digital     |                                    |                                    |                                    |                       |

### Sencillos

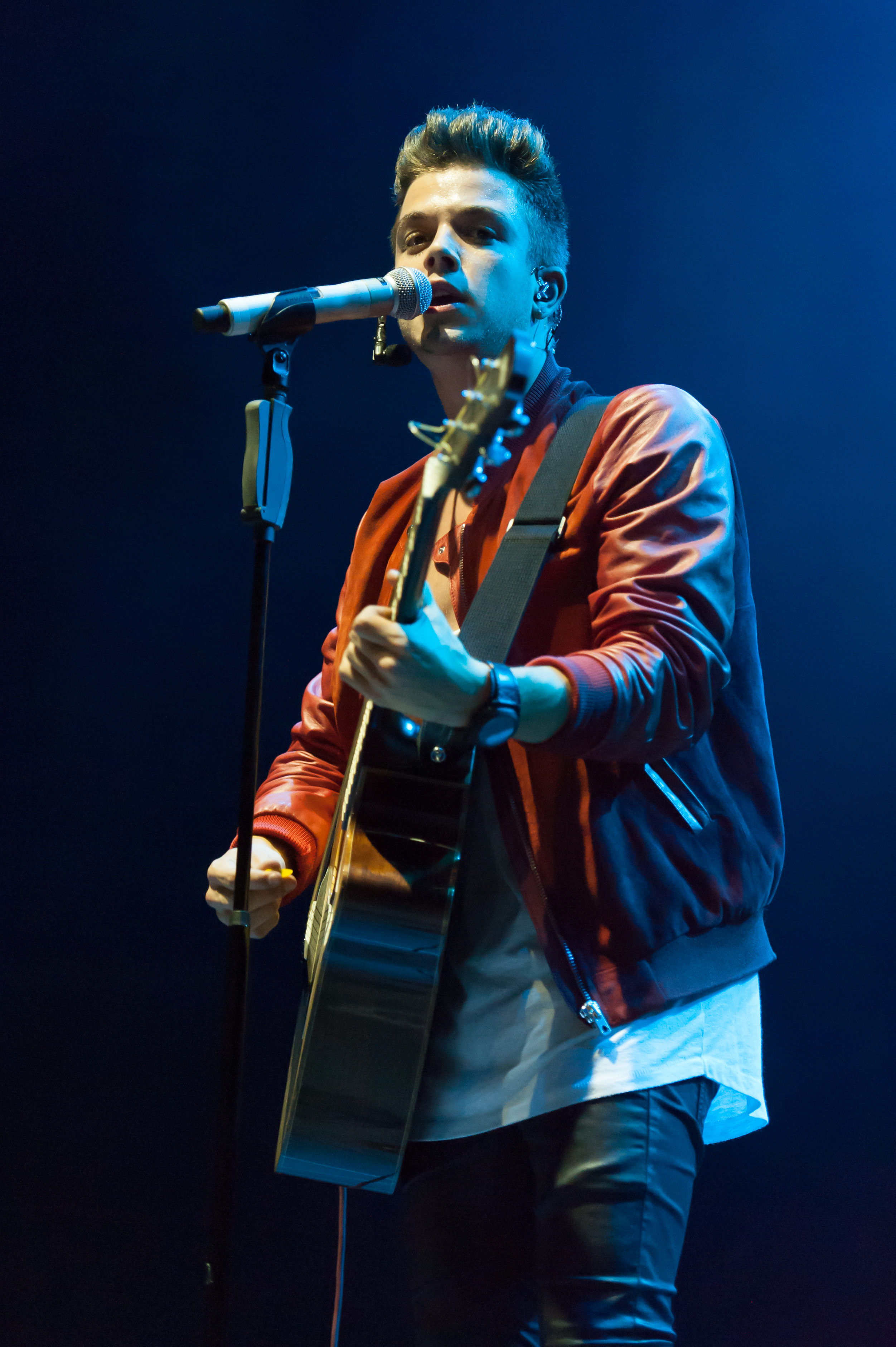
Luca Hänni en 2014

| Título                                                                         | Año  | Posiciones en las listas de éxitos | Posiciones en las listas de éxitos | Posiciones en las listas de éxitos | Certificaciones | Álbum              |
| Título                                                                         | Año  | SWI                                | AUT                                | GER                                | Certificaciones | Álbum              |
| ------------------------------------------------------------------------------ | ---- | ---------------------------------- | ---------------------------------- | ---------------------------------- | --------------- | ------------------ |
| "Don't Think About Me"                                                         | 2012 | 1                                  | 1                                  | 1                                  | - SWI: Oro      | My Name Is Luca    |
| "The A Team"                                                                   | 2012 | 44                                 | —                                  | —                                  |                 | My Name Is Luca    |
| "Allein Allein"                                                                | 2012 | 55                                 | —                                  | —                                  |                 | My Name Is Luca    |
| "I Will Die for You"                                                           | 2012 | 37                                 | 46                                 | 54                                 |                 | My Name Is Luca    |
| "Shameless"                                                                    | 2013 | 25                                 | 46                                 | 49                                 |                 | Living the Dream   |
| "I Can't Get No Sleep" (Con Christopher S)                                     | 2014 | 24                                 | —                                  | —                                  |                 | Dance Until We Die |
| "Good Time" (Con Christopher S)                                                | 2014 | 28                                 | —                                  | —                                  |                 | Dance Until We Die |
| "I Can't Get No Sleep (Versión a piano)"                                       | 2014 | —                                  | —                                  | —                                  |                 |                    |
| "Only One You"                                                                 | 2014 | 56                                 | —                                  | —                                  |                 |                    |
| "Set the World on Fire"                                                        | 2015 | 35                                 | —                                  | —                                  |                 | When We Wake Up    |
| "Wonderful"                                                                    | 2015 | 58                                 | —                                  | —                                  |                 | When We Wake Up    |
| "WARUM!"                                                                       | 2016 | —                                  | —                                  | —                                  |                 |                    |
| "Powder"                                                                       | 2017 | 29                                 | —                                  | —                                  |                 |                    |
| "Signs"                                                                        | 2018 | 53                                 | —                                  | —                                  |                 |                    |
| "Bei mir"                                                                      | 2018 | —                                  | —                                  | —                                  |                 |                    |
| "She Got Me"                                                                   | 2019 | 1                                  | 26                                 | 62                                 |                 |                    |
| "Bella Bella"                                                                  | 2019 | 45                                 | —                                  | —                                  |                 |                    |
| "Nebenbei"                                                                     | 2019 | 64                                 | —                                  | —                                  |                 |                    |
| "Nie mehr allein"                                                              | 2020 | —                                  | —                                  | —                                  |                 |                    |
| "Diamant"                                                                      | 2020 | —                                  | —                                  | —                                  |                 |                    |
| "—" denota que no estuvo en las listas o que no fue lanzado en ese territorio. |      |                                    |                                    |                                    |                 |                    |